# پونتیاک گراند پریکس
پونتیاک گرند پریکس (Pontiac Grand Prix) خودرویی است که توسط شرکت پونتیاک از زیرمجموعه‌های جنرال موتورز، از سال ۱۹۶۲ تا ۲۰۰۲ به صورت کوپه و از سال ۱۹۸۸ تا ۲۰۰۸ به صورت سدان تولید شده است. این خودرو اولین بار به عنوان بخشی از مدل‌های سایز بزرگ پونتیاک در سال ۱۹۶۲ معرفی شد، این مارک در طول عمر خود بارها و بارها از نظر اندازه، تجملات و عملکرد تغییر کرده است. این تغییرات در بازار خودروهای لوکس شخصی و خودروهای سایز متوسط از نسل 2 تا نسل 5 برای مدلهای سدان و از نسل 2 تا نسل 6 برای مدلهای کوپه بود. در ادامه روند تغییرات این خودرو از نسل ششم به نسل هفتم برای سدان برگشت به خودرویی با اندازه کامل و فول سایز تبدیل شد و پس از مدل بونویل بزرگ‌ترین محصول این شرکت بود.
شرکت پونتیاک که دفتر مرکزی آن در شهر دیترویت ایالت میشیگان قرار داشت، در پی مشکلات مالی که در سال ۲۰۰۹ با آن روبرو شد بطوریکه جنرال موتوز اعلام کرد که تولیدات پونتیاک در سال ۲۰۱۰ متوقف خواهد شد و این شرکت همه قوت و تمرکز خود را بر روی تولید خودروهای کادیلاک، شورلت و جی ام سی خواهد گذاشت.
در سال ۲۰۱۰ بنا به اعلام جنرال موتورز،آخرین مدل خودروی پونتیاک تولید شد و در پی آن نمایندگی‌های این شرکت تعطیل شدند. 

## نسل اول(1962 تا 1968)
Grand Prix برای اولین بار درسال  1962، به عنوان جایگزین برای Ventura در خط پونتیاک ظاهر شد و شباهت بسیار زیادی به خودروی لوکس Catalina داشت و در اصل یک کوپه معمولی Catalina بود که سپرهای استیل و زه کرومی نداشت و به یک فضای داخلی اسپرت (صندلی های سطلی و یک کنسول مرکزی) مجهز شده بود. جان دلوورن ، رئیس مهندسی پیشرفته در پونتیاک ، در توسعه Grand Prix و GTO نقش داشته است. مدل های اولیه با آپشن های رایج پونتیاک ، از جمله پیشرانه Super Duty 421 در تعداد انگشت شماری (بنابه قولی 16 عدد) از اتومبیل های 1962 و 1963 توسط کارخانه  تولید گردید.

### 1962
اولین گرندپریکس در سال 1962 در یک مدل سقف دار معرفی شد که بر پایه مدل کاتالینا ، (پونتیاک کوتاهتر آن کمپانی) شکل گرفته بود. در واقع گرند پریکس یک کوپه تخت کاتالینا با تجهیزات استاندارد شبیه به بونویل بود که با جلوپنجره و چراغ عقب متمایز ساخته شده بود. شیفت دنده روی کنسول مرکزی نصب شده بود و یک گیج دور موتور نیز کمی بالاتر از آن نصب شده بود. صندلی نیمکت عقب شامل یک دسته صندلی تاشو میانی و یک طاقچه بلندگو بود که با پرداخت هزینه اضافی  بلندگوی عقب بی فونیک بعنوان آپشن قابل استفاده بود. فرمان لوکس و چراغ های مجلسی از سایر ویژگی های آن بود.
قیمت پایه 3490 دلار آمریکا بود. موتور استاندارد 303 اسب بخار (226 کیلووات) با حجم موتور 6400 سی سی خورجینی بونوویل بود که با کاربراتور چهار دهنه ای و اگزوزهای دوگانه عرضه می شد. بهره برداری از Tri-Power (با سه جفت دهنه) توان را به 318 اسب بخار (237 کیلووات) افزایش داد. دو مدل 389 پربازده دیگر نیز ارائه شده است ، از جمله نسخه چهار دهنه ای با قدرت 333 اسب بخار (248 کیلووات) و 348 اسب بخار (260 کیلووات) Tri-Power.
در اواخر سال ، یک نسخه "خیابانی" از 421 پونتیاک مدل 1962 در دسترس قرار گرفت ، اما فقط در یک قالب چهار دهنه ای با قدرت 320 اسب بخار (240 کیلووات). پونتیاک همچنین نسخه 421 سوپر دیوتی 7000 سی سی را نیز با دو کاربراتور چهار دهنه ای ، با قدرت 405 اسب بخار (302 کیلووات) ، به عنوان گزینه 2250 دلاری ارائه داد.
گیربکس:
- سه سرعته دستی استاندارد
- چهار سرعته اتومات Borg-Warner T-10 با دسته دنده شیفت هرست
- سه سرعت اتومات Roto Hydra-matic به عنوان آپشن

موفقیت این مدل از گرندپریکس تا آنجا بود که در نخستین سال تولید، تعداد 30195 نسخه از آن فروخته شد و به بخشی مهم و طولانی مدت از خط  تولید پونتیاک تبدیل شد
حدود 88 درصد از خریداران گرندپریکس، آپشن هایی نظیر دنده اتومات سه سرعته Hydra-Matic ، تهویه مطبوع ، فرمان برقی و ترمزهای برقی با توپی و درام آلومینیوم را انتخاب می کنند. گرندپریکس در کل نمره خوبی از مشتریان دریافت کرد، و طی این نظر سنجی، مصرف کنندگان رضایتمندی قابل قبولی داشتند، هرچند که به کاستی هایی نیز اشاره شده است. به عنوان مثال:
سیستم تعلیق برای این خودرو با عملکرد بالا کمی نرم در نظر گرفته شده.
گیج دورموتور که روی کنسول سوار شده است ، عملاً بی فایده است چرا که در سرعت های بالا احمقانه است که راننده برای خواندن دور موتوv به این اندازه چشم خود را از جاده بردارد.
در نمونه های دنده اتومات Hydra-Matic ، اهرم تعویض دنده فاقد دقت بوده و به راحتی به صورت ذهنی نمی توان موقعیت دسته دنده را تشخیص داد.
اما احتمالاً مهمترین انتقاد مربوط به گیربکس اتوماتیک بوده است. پونتیاک در آن زمان از دو گیربکس اتومات Hydra-Matics مختلف استفاده می کرد. مدل های Bonneville و Star Chief. اما گرند پریکس گیر بکس اتومات "Roto Hydra-Matic" جدید را با کاتالینا مشترکاً استفاده کردند  ، یک گیربکس سه سرعته کوچکتر ، سبک تر و دارای یک مبدل گشتاور کوچک.
هرچند که عملکرد آن بسیار روان بود ، لکن منتقدان، لرزش را بیش از حد می دانند و بیان داشتند که تغییر دنده کمی بیش از حد معمول احساس می شد.